# Rodgers n.º 133
Rodgers n.º 133 es un municipio rural canadiense situado en la provincia de Saskatchewan.

## Superficie
Rodgers n.º 133 tiene una superficie de 697,18 km².

## Demografía
En 2021, tenía 105 habitantes, una densidad poblacional de 0,2 hab./km², y 52 viviendas.